# 온두라스 요리

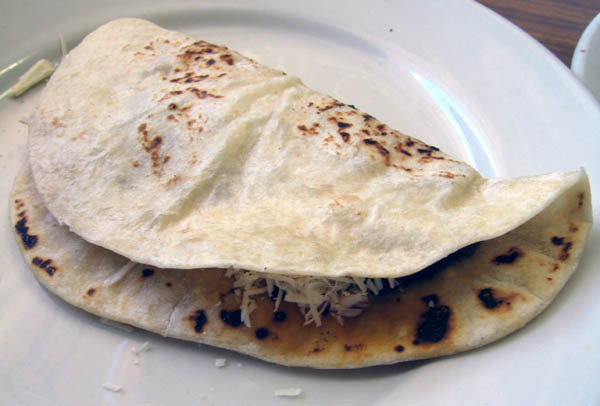
발레아다

온두라스 요리(Honduras 料理, 스페인어: cocina hondureña 코시나 온두레냐[*])는 중앙아메리카에 있는 온두라스의 요리이다. 마야-잉카 문명 이래로 나는 지역 특산물과 스페인, 멕시코식 음식이 어울려 있는 형태이다. 코코넛을 다른 어떤 라틴 아메리카 요리보다도 많이 넣는 것이 특징이어서 요리가 전반적으로 단 맛이 강하다. 지역마다 조금씩 선호가 달라서 생선을 튀겨 먹는 곳도 있고 육류를 구워 먹기를 즐겨하는 곳도 있다.
쌀과 옥수수 가루, 닭고기로 만드는 요리 혹은 절인 양파와 튀긴 생선을 내놓기도 한다. 해안 지방에서는 해산물과 육류를 곁들이는데 대부분 코코넛 우유를 넣어 만든다. 
온두라스 사람들은 콩으로 만든 수프를 아주 즐긴다. 해산물을 넣어 먹는 수프, 쇠고기 수프 등도 많고 유까나 양배추를 넣어서 맛을 낸다. 토르띠야도 많이 먹는다.

## 쏘빠 데 까라꼴
가리비 수프의 일종으로 온두라스 요리를 대표하는 요리이다. 이 수프는 소파 데 카라콜이라는 CM송으로 유명해져 라틴아메리카 전체를 대표하는 요리로 알려지기도 했다. 가리비를 코코넛 우유와 함께 넣어서 양념을 한다. 가리비 말고도 게나 새우, 물고기를 넣기도 하는데 해산물을 넣기 때문이 소파 마리네라(Sopa Marinera)라고 한다.

## 육류
온두라스에서 고기로 만드는 음식 중에는 멕시코의 음식과 아주 비슷한 카르네아다라는 것이 있다. 큰 행사가 있다면 음료수와 음악을 틀고 모두가 고기 요리를 하면서 축배를 올린다. 온두라스를 대표하는 음식이어서 토착 식당에 가면 꼭 내놓을 것이다. 소고기를 뼈채로 굽거나 살을 통째로 구워서 만들고 오렌지 주스와 소금, 고추 등의 양념을 넣어서 구워낸다. 바나나를 살짝 불에 익혀 먹는 요리도 있고 온두라스식 소시지도 있다. 

## 쌀과 콩

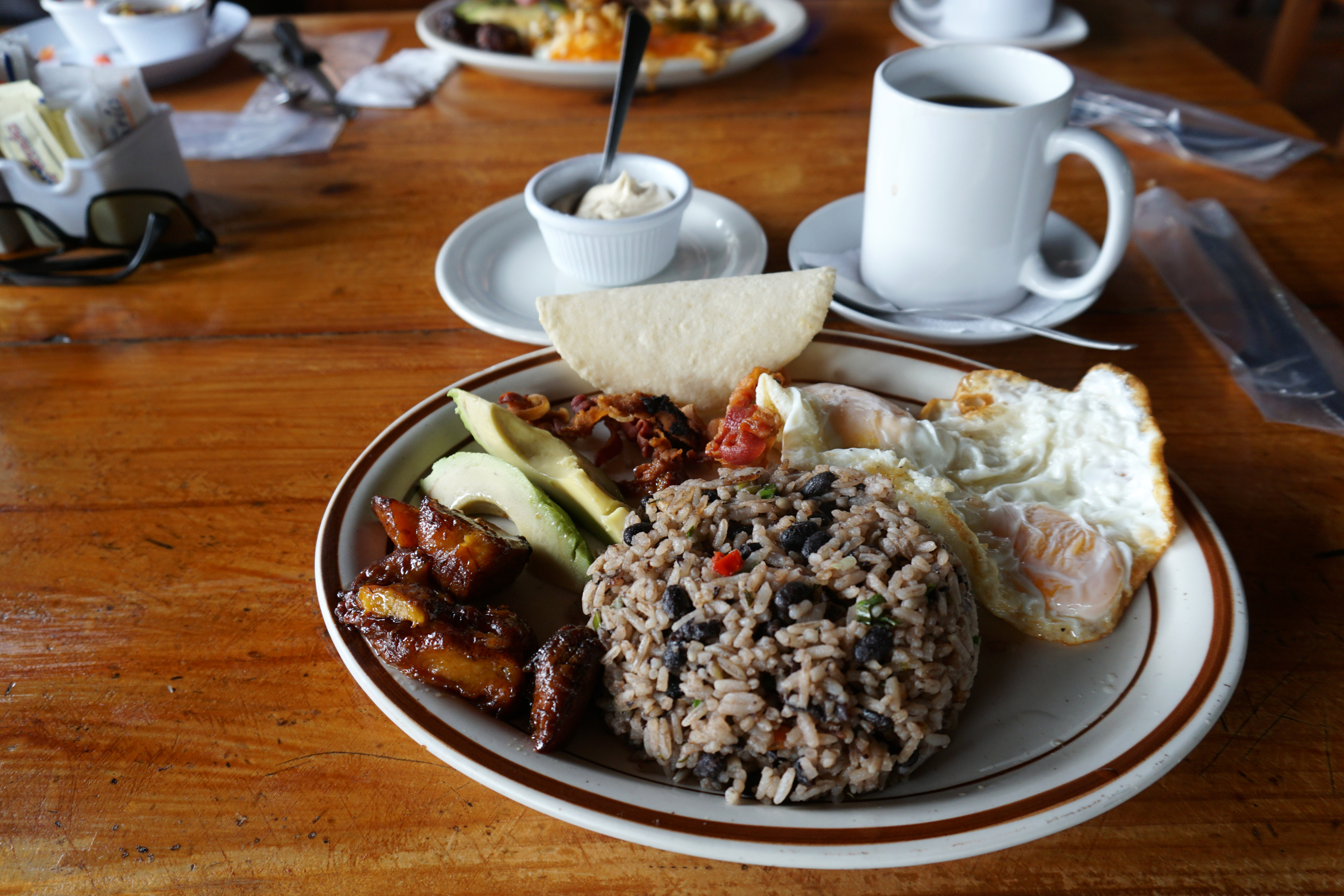
카사미엔토

쌀과 콩 요리가 온두라스를 비롯한 전 카리브 해 연안 국가의 대중적인 요리이다. 코코넛 우유에 두 재료를 넣고 향신료로 맛을 강하게 한다. 

## 요호아
요호아는 온두라스의 호수 이름인데 거기서 잡은 생선으로 만드는 요리를 지칭하는 말이다. 전역에서 가장 인기있는 음식 중의 하나이다. 간을 해서 안까지 바삭하게 튀겨 먹는다. 양파와 빨간 배추를 절인 반찬을 함께 먹는다. 

## 발래아다

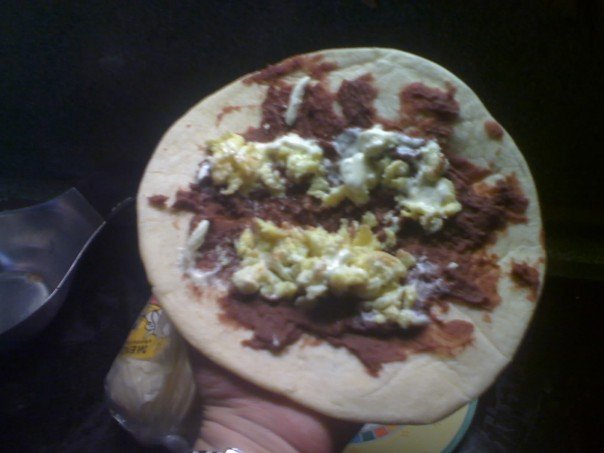

발래아다(Balleada)는 가장 대표적인 거리 음식이다. 토르티야와 콩을 삶은 것을 으깨 만드는 요리이다. 치즈와 사워 크림도 얹어 먹는다. 하지만 사람들은 대개 구운 고기나 달걀을 넣는다. 

## 같이 보기
- 라틴 아메리카 요리
- 중앙아메리카 요리